# Navillera
Navillera (Hangul: 나빌레라; RR: Nabilera, también conocida como Like Butterfly) es una serie de televisión surcoreana transmitida del 22 de marzo de 2021 hasta el 27 de abril de 2021 a través de tvN y Netflix.
La serie está basada en el webtoon "Navillera" de HUN y Ji-min.

## Sinopsis
El drama sigue a un grupo de personas que luchan por perseguir sus sueños.
La serie sigue a Deok-chool, un adulto mayor de 70 años y cartero jubilado que decide perseguir su sueño de aprender ballet, decisión que no agrada a su familia. En la academia de baile conoce al joven Lee Chae-rok, un bailarín de 23 años que se interesó por el ballet después de probar diferentes deportes, su madre era una bailarina de ballet antes de morir de una enfermedad cuando él era joven. Chae-rok ha estado luchando económicamente y debido a esto, está pensando en dejar el ballet.
Sin embargo, cuando conoce a Deok-chool, pronto cambia de opinión y ambos comienzan a construir una gran amistad a través del arte.

## Reparto
Relación de actores de la serie:

### Personajes principales
| Actor                                    | Personaje       | N.º de episodios | Notas |
| ---------------------------------------- | --------------- | ---------------- | --- |
| Park In-hwan Lee Hyun-kyun Han Chang-min | Shim Deok-chool | 12 2, 4 1, 7     | Es un novato bailarín de ballet de 70 años, que persigue su sueño de vida con la mayor seriedad.                                                                                |
| Song Kang                                | Lee Chae-rok    | 12               | Es un joven bailarín de ballet emergente de 23 años con gran talento que a menudo se culpa a sí mismo por sus frecuentes lesiones.                                              |
| Na Moon-hee Joo Bo-bi                    | Choi Hae-nam    | - 4              | Es la esposa de Deok-chool, quien cuida la vida de sus hijos adultos como si fueran los suyos. Quiere vivir la vida tranquilamente sin convertirse en una carga para sus hijos. |
| Hong Seung-hee                           | Shim Eun-ho     | 12               | Es la nieta de Deok-chool, una joven que vive una vida planificada por su padre. Después de hacerse amiga de Lee Chae-rok, comienza a encontrar su propia felicidad y sueños.   |

### Personajes secundarios

#### Familia de Deok-chool
| Actor                                 | Personaje      | Episodio(s) donde apareció | Notas |
| ------------------------------------- | -------------- | -------------------------- | --- |
| Jung Jae-sung Lee Kwang-se            | -              | 1, 7 -                     | Es el padre de Shim Deok-chool. |
| Na Moon-hee                           | Choi Hae-nam   | -                          | Es la esposa de Shim Deok-chool. |
| Jung Hae-kyun Cha Sung-je Kim Ji-hoon | Shim Sung-san  | - 11 4                     | Es el hijo mayor de Shim Deok-chool y Hae-nam, así como el padre de Shim Eun-ho. Es un hombre estricto quien busca que su hija siga el camino que creó para ella. Al inicio se opone agresivamente a que su padre aprenda ballet. |
| Cho Bok-rae                           | Shim Sung-kwan | -                          | Es el segundo hijo de Shim Deok-chool y Hae-nam. Era un doctor que dejó su profesión para perseguir su sueño de ser un director de cine.                                                                                          |
| Kim Soo-jin Ahn Tae-rin               | Shim Sung-seok | - 4                        | Es la hija de Shim Deok-chool y Hae-nam, quien está casada con Byun Young-il. |
| Shin Eun-jung                         | Kim Ae-ran     | -                          | Es la esposa de Shim Sung-san y madre de Shim Eun-ho. |
| Jung Hee-tae                          | Byun Young-il  | -                          | Es el esposo de Shim Sung-seok y un político. |
| Hong Seung-hee                        | Shim Eun-ho    | -                          | Es la nieta de Shim Deok-chool. |

#### Miembros del Estudio de Ballet
| Actor            | Personaje      | Episodio(s) donde apareció | Notas |
| ---------------- | -------------- | -------------------------- | --- |
| Kim Tae-hoon     | Ki Seung-joo   | -                          | Es el maestro de ballet de Lee Chae-rok y el exesposo de Eun So-ri. Es el propietario del estudio de ballet. Aunque parece ser estricto y tener mal genio, en realidad se preocupa mucho por sus alumnos. |
| Yoon Ji-hye      | Eun So-ri      | -                          | Es la exesposa de Ki Seung-joo y una maestra de ballet en la Escuela de Danza de la Universidad de Artes de Hankuk.                                                                                       |
| Yim Sa-rang      | Kwon Bom       | -                          | Es una bailarina de ballet. |
| Yong Ki          | Kim Sang-soo   | 1                          | |
| Lee So-yeong     | Yoo An-na      | -                          | Es una pianista en el estudio de ballet. |
| Hwang Sang-kyung | Kim Heung-shik | 7                          | |

#### Personas cercanas a Chae-rok
| Actor        | Personaje     | Episodio(s) donde apareció | Notas |
| ------------ | ------------- | -------------------------- | --- |
| Jo Sung-ha   | Lee Moo-young | -                          | Es el padre de Lee Chae-rok. En el pasado solía ser un entrenador de fútbol en su escuela, sin embargo lo dejó luego de ir a la cárcel por golpear a sus alumnos. Más tarde, luego de ser liberado, busca reconectarse con su hijo y también le pide perdón a Yang Ho-bum por sus acciones. |
| Kim Kwon     | Yang Ho-bum   | -                          | Es el antiguo amigo de Lee Chae-rok, a quien reciente por el maltrato que sufrió en manos de su padre Lee Moo-young. Más tarde y gracias al apoyo y guía de Shim Duk-chool, decide retomar su verdadera pasión e intentar nuevamente jugar fútbol.                                          |
| Kim Hyun-mok | Kim Se-jong   | -                          | Es el amigo de Lee Chae-rok. Trabaja a tiempo parcial en el restaurante café junto a Chae-rok y Shim Eun-ho. |

#### Miembros del Programa de Radio
| Actor          | Personaje   | Episodio(s) donde apareció | Notas                                                                        |
| -------------- | ----------- | -------------------------- | ---------------------------------------------------------------------------- |
| Kim Byung-chul | -           | 6                          | Es un empleado del programa de radio donde Shim Eun-ho comienza a trabajar.  |
| Lee Seo-bin    | Kim Min-hee | 7                          | Es una empleada del programa de radio donde Shim Eun-ho comienza a trabajar. |
| Na Eun-mi      | -           | -                          | Es una empleada del programa de radio donde Shim Eun-ho comienza a trabajar. |
| Yoon Gi-chang  | -           | -                          | Es un DJ en el programa de radio donde Shim Eun-ho comienza a trabajar.      |

### Otros personajes
| Actor           | Personaje         | Episodio(s) donde apareció | Notas                                                                                 |
| --------------- | ----------------- | -------------------------- | ------------------------------------------------------------------------------------- |
| Lee Moon-soo    | -                 | 1                          | Es uno de los amigos de Shim Duk-chool.                                               |
| Kim Gi-cheon    | -                 | 1                          | Es uno de los amigos de Shim Duk-chool.                                               |
| Jung Gyoo-soo   | -                 | 1                          | Es uno de los amigos de Shim Duk-chool.                                               |
| Park Joong-geun | Mr. Shin          | 1                          | Es un entrenador.                                                                     |
| Jung Jae-sung   | -                 | 1                          | Es el padre de Shim Duk-chool.                                                        |
| Lee Young-suk   | Lee Gyo-seok      | 1, 7                       | Es uno de los amigos de Shim Duk-chool.                                               |
| Baek Seung-chul | Han-cheol         | 1, 7                       | Es uno de los amigos de Shim Duk-chool y un repartidor de hamburguesas.               |
| Kim Ki-nam      | Park Jung-seo     | 2                          | Es un médico y amigo de Shim Seong-gwan.                                              |
| Kim Tae-hoon    | -                 | 2                          | Es un cartero.                                                                        |
| Lee Dong-yong   | -                 | 2                          | Es el dueño del restaurante chino.                                                    |
| Lee Cho-ah      | Park Sun-ah       | -                          | Es la gerente del restaurante donde trabajan Lee Chae-rok, Kim Se-jong y Shim Eun-ho. |
| Heo Hyung-kyu   | -                 | -                          | Es el asistente de la gerente en el restaurante.                                      |
| Kim Su-ol       | Cho Min-jae       | -                          | Es una empleada del restaurante.                                                      |
| Kim Hyun-tae    | -                 | 2                          | Es un cliente grosero del restaurante.                                                |
| Bae Sung-il     | -                 | 3                          | Es un cliente del restaurante.                                                        |
| Kim Mi-ra       | -                 | 3                          | Es la dueña de la tienda de flores.                                                   |
| Park Joon-sang  | -                 | 5                          | Es un empleado de la sede central del banco "Hankang Bank".                           |
| Kim Yun-seul    | -                 | 6                          | Es una pequeña niña que se pierde en el acuario.                                      |
| Kim Kyung-min   | Mr. Yoon          | 7                          | Es un empleado del banco "Hankang Bank".                                              |
| Joo Suk-je      | -                 | 7                          | Es un doctor.                                                                         |
| Kim Sung-yong   | -                 | 7                          | Es un corredor de bienes raíces.                                                      |
| Na Mi-hee       | -                 | -                          | Es una consejera laboral del banco "Hankang Bank".                                    |
| Lee Jae-eun     | -                 | 7                          | Es una mujer del vecindario.                                                          |
| Lee Hwa-ryong   | Dr. Oh Joong-shik | -                          | Es un ortopedista.                                                                    |
| Hong Ji-myung   | -                 | -                          | Es un amigo de Yang Ho-bum.                                                           |
| Hwang Sung-ho   | -                 | -                          | Es un amigo de Yang Ho-bum.                                                           |
| Ko Eun-bi       | -                 | 9                          | Es la pequeña hija del paciente de Shim Seong-gwan.                                   |
| Lee Yoon-sang   | Kwon Byung-wook   | 11                         | Es un miembro del banco "Hankang Bank".                                               |
| Ko Kyu-pil      | -                 | 12                         | Es un hombre que desea unirse al estudio de ballet.                                   |
| Choi Soo-min    | So-yeong          | -                          |                                                                                       |

### Apariciones especiales
| Actor      | Personaje | Episodio(s) donde apareció | Notas                                                                                                |
| ---------- | --------- | -------------------------- | --- |
| Seo In-guk | Hwang Hee | 9                          | Es un popular bailarín que captura las miradas de todos en el estudio con su aura fluida y elegante. |

## Episodios
La serie está conformada por doce episodios, los cuales fueron emitidos todos los lunes y martes a las 9:00pm (KST).

### Ratings
Los números en color rojo indican las calificaciones más bajas, mientras que los números en azul indican las calificaciones más altas.
| Episodio | Fecha de emisión    | Participación promedio de audiencia | Participación promedio de audiencia |
| Episodio | Fecha de emisión    | Nacional                            | Seúl                                |
| -------- | ------------------- | ----------------------------------- | ----------------------------------- |
| 1        | 22 de marzo de 2021 | 2.810% (2.ª)                        | 2.921% (2.ª)                        |
| 2        | 23 de marzo de 2021 | 2.964% (1.ª)                        | 3.037% (1.ª)                        |
| 3        | 29 de marzo de 2021 | 3.325% (1.ª)                        | 3.175% (1.ª)                        |
| 4        | 30 de marzo de 2021 | 3.623% (1.ª)                        | 3.692% (1.ª)                        |
| 5        | 5 de abril de 2021  | 2.764% (1.ª)                        | 2.617% (1.ª)                        |
| 6        | 6 de abril de 2021  | 2.759% (1.ª)                        | 2.800% (2.ª)                        |
| 7        | 12 de abril de 2021 | 2.783% (1.ª)                        | 2.616% (1.ª)                        |
| 8        | 13 de abril de 2021 | 2.464% (1.ª)                        | 2.434% (1.ª)                        |
| 9        | 19 de abril de 2021 | 3.150% (1.ª)                        | 2.980% (1.ª)                        |
| 10       | 20 de abril de 2021 | 2.859% (1.ª)                        | 2.826% (1.ª)                        |
| 11       | 26 de abril de 2021 | 2.992% (1.ª)                        | 3.046% (1.ª)                        |
| 12       | 27 de abril de 2021 | 3.679% (1.ª)                        | 4.013% (1.ª)                        |
| Promedio | Promedio            | 3.014%                              | 3.013%                              |

## Música
El OST de la serie está conformado por la siguiente canción:

### Parte 1
| No. | Intérprete | Canción          | Letra   | Música           | Duración |
| --- | ---------- | ---------------- | ------- | ---------------- | -------- |
| 1   | Taemin     | "My Day"         | Kim Min | Kim Min y Taylor | 3:06     |
| 2   |            | "My Day" (Inst.) | -       | Kim Min y Taylor | 3:06     |

### Parte 2
| No. | Intérprete               | Canción             | Letra | Música | Duración |
| --- | ------------------------ | ------------------- | ----- | ------ | -------- |
| 1   | Kim Kook-heon (de B.O.Y) | "Butterfly"         | -     | -      | -        |
| 2   |                          | "Butterfly" (Inst.) | -     | -      | -        |

### Parte 3
| No. | Intérprete | Canción                         | Letra | Música | Duración |
| --- | ---------- | ------------------------------- | ----- | ------ | -------- |
| 1   | Sohyang    | "Beautiful Words" (아름다운 말) | -     | -      | -        |
| 2   |            | "Beautiful Words" (Inst.)       | -     | -      | -        |

### Parte 4
| N.º | Intérprete   | Canción            | Letra | Música | Duración |
| --- | ------------ | ------------------ | ----- | ------ | -------- |
| 1   | Ha Hyun-sang | "Heal You"         | -     | -      | -        |
| 2   |              | "Heal You" (Inst.) | -     | -      | -        |

## Premios y nominaciones
| Año  | Categoría            | Premio                   | Nominado  | Resultado |
| ---- | -------------------- | ------------------------ | --------- | --------- |
| 2021 | Best Newcomer (Male) | 2021 Asia Contents Award | Song Kang | Ganó      |

## Producción
La serie fue creada por Studio Dragon. También es conocida como "Navillera".
Fue dirigida por Han Dong-hwa (한동화), quien contó con el apoyo del guionista Lee Eun-mi (이은미). Mientras que la producción ejecutiva estuvo en manos de Oh Hwan-min.
La conferencia de prensa fue realizada el 16 de marzo de 2021 donde asistieron los actores, Song Kang, Park In-hwan, Na Moon-hee y Hong Seung-hee.
La serie fue emitida a través de la tvN.
La serie también contó con el apoyo de las compañías de producción Studio Dragon y The Great Show.

### Recepción
El 16 de abril de 2021, Good Data Corporation compartió su nueva clasificación de los dramas y miembros del elenco que generaron más revuelo durante la segunda semana del mismo mes. Las listas se compilaron a partir del análisis de artículos de noticias, publicaciones de blogs, comunidades en línea, videos y publicaciones en redes sociales sobre los dramas que están actualmente al aire o que saldrán al aire próximamente. La serie obtuvo el puesto número siete en la lista de dramas más comentados de la semana.
El 21 de abril de 2021, Good Data Corporation compartió su nueva clasificación de los dramas y miembros del elenco que generaron más revuelo durante la semana del 12 al 18 de abril del mismo año. Las listas se compilaron a partir del análisis de artículos de noticias, publicaciones de blogs, comunidades en línea, videos y publicaciones en redes sociales sobre los dramas que están actualmente al aire o que saldrán al aire próximamente. La serie obtuvo el puesto número cinco en la lista de dramas, mientras que los actores Song Kang y Park In-hwan ocuparon los puestos 6 y 9 respectivamente dentro de los diez miembros del elenco más comentados de la semana.
El 28 de abril de 2021, Good Data Corporation compartió su nueva clasificación de los dramas y miembros del elenco que generaron más revuelo durante la semana del 19 al 25 de abril del mismo año. Las listas se compilaron a partir del análisis de artículos de noticias, publicaciones de blogs, comunidades en línea, videos y publicaciones en redes sociales sobre los dramas que están actualmente al aire o que saldrán al aire próximamente. La serie obtuvo el puesto número cinco en la lista de dramas, mientras que el actor Park In-hwan ocupó el puesto número 8 dentro de los diez miembros del elenco más comentados de la semana.
El 8 de mayo de 2021, Good Data Corporation compartió su nueva clasificación de los dramas y miembros del elenco que generaron más revuelo durante la semana del 26 de abril al 2 de mayo del mismo año. Las listas se compilaron a partir del análisis de artículos de noticias, publicaciones de blogs, comunidades en línea, videos y publicaciones en redes sociales sobre los dramas que están actualmente al aire o que saldrán al aire próximamente. La serie obtuvo el puesto número tres en la lista de dramas, mientras que los actores Song Kang y Park In-hwan ocuparon los puestos 7 y 9 respectivamente dentro de los diez miembros del elenco más comentados de la semana.